# Achterpoot

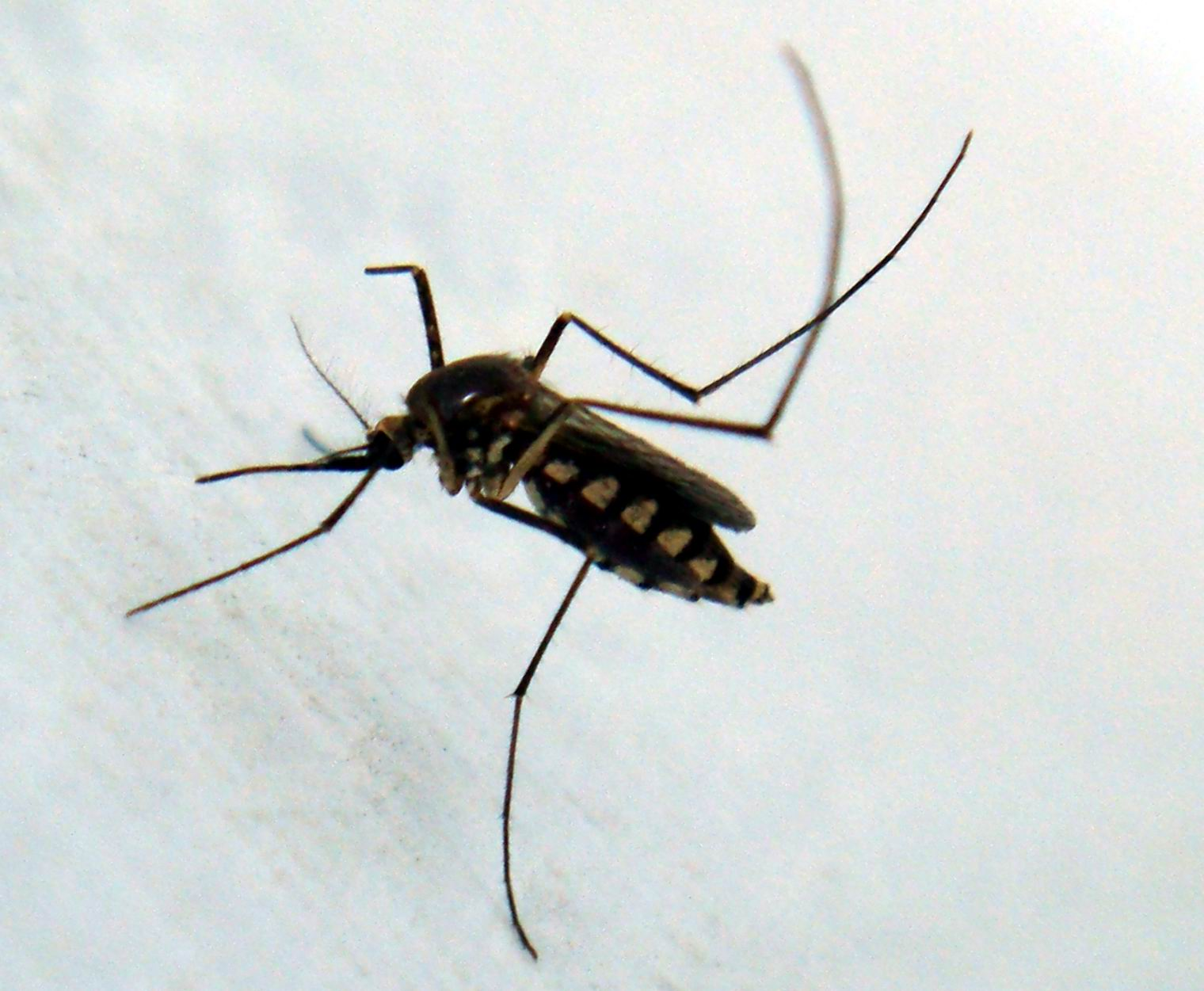
Muggen steken de achterpoten omhoog om luchtwervelingen waar te nemen.

Achterpoot is een informele term in de biologie die gebruikt wordt om de achterste poot van een dier aan te duiden. Viervoeters hebben alleen voor- en achterpoten maar andere dieren zoals kreeftachtigen en insecten hebben meer potenparen.
Bij sommige kreeftachtigen zijn de achterpoten omgevormd tot geslachtsorganen. Bij insecten zijn de achterpoten soms gespecialiseerd, zoals de springpoten van rechtvleugeligen en vlooien. De achterpoten van muggen worden naar boven gehouden zodat luchtwervelingen van aanstormende vijanden kunnen worden waargenomen.